# Lars Benske
Lars Benske, född 17 september 1999, är en norsk roddare.

## Karriär
I april 2024 vid EM i Szeged tog Benske brons tillsammans med Ask Tjøm i lättvikts-dubbelsculler.